# Споднє Селце
Споднє Селце (словен. Spodnje Selce) — поселення в общині Шмарє-при-Єлшах, Савинський регіон, Словенія. 
Висота над рівнем моря: 275,5 м.